# Аманбаєв Джумгалбек Бексултанович
Джумгалбе́к Бексулта́нович Аманба́єв (кирг. Жумгалбек Аманбаев; 2 лютого 1946, село Чаєк Тянь-Шаньської області, тепер Киргизстан — 11 лютого 2005) — киргизький радянський партійний діяч, останній перший секретар ЦК Компартії Киргизької РСР від квітня до серпня 1991 року, член ЦК КПРС і член Політбюро ЦК КПРС з 25 квітня по 23 серпня 1991 року. Народний депутат СРСР (1989—1991), депутат Верховної ради Киргизької РСР чотирьох скликань, депутатом першого («легендарного») парламенту незалежного Киргизстану. Кандидат біологічних наук (1971).

## Життєпис
Народився в родині службовця.
1966 року закінчив Киргизький сільськогосподарський інститут імені К. І. Скрябіна.
Трудову діяльність розпочав у 1966 році зоотехніком Тянь-Шаньської дослідної станції із тваринництва Киргизького науково-дослідного інституту тваринництва і ветеринарії. З 1967 року — аспірант, з 1970 року — старший науковий співробітник Киргизького науково-дослідного інституту тваринництва і ветеринарії.
Від 1971 року працював директором Ошської обласної державної племінної станції. Член КПРС з 1972 року.
1973 року був призначений на посаду заступника завідувача, а з 1974 року — завідувача сільськогосподарського відділу Ошського обласного комітету КП Киргизії. У 1978—1981 роках — перший секретар Алайського районного комітету КП Киргизії. 
У 1981—1985 роках працював секретарем Ошського обласного комітету КП Киргизії.  1985 року закінчив заочне відділення Академії суспільних наук при ЦК КПРС.
З 13 грудня 1985 до 28 грудня 1988 року — секретар ЦК КП Киргизії.
Від 22 жовтня 1988 по квітень 1991 року — перший секретар Іссик-Кульського обласного комітету КП Киргизії. Одночасно з березня 1990 по квітень 1991 року був головою Іссик-Кульської обласної ради народних депутатів. Програв перші президентські вибори на сесії Верховної ради республіки, що відбувались 25 жовтня 1990 року, на другий тур свою кандидатуру не висував.
З 6 квітня по 26 серпня 1991 року — перший секретар ЦК КП Киргизії.
Після здобуття незалежності, 1992 року, отримав пост радника генерального директора Киргизького республіканського центру «Агробизнес». У 1993—1995 роках був заступником прем'єр-міністра Киргизької Республіки.

## Нагороди і звання
- орден Трудового Червоного Прапора (17.07.1986)
- орден «Знак Пошани» (16.03.1981)
- медалі
- Заслужений зоотехнік Киргизької РСР